# Доверне, Франсуа Жорж Огюст
Франсуа́ Жорж Огю́ст Доверне́ (фр. François Georges Auguste Dauverné; 16 февраля 1799 — 4 ноября 1874) — французский трубач.
Первоначально был трубачом королевской гвардии, с 1820-х гг. вёл также концертную деятельность. В 1827 г. первым начал использовать в публичных выступлениях новую хроматическую трубу германской конструкции; считается, что именно под влиянием Доверне такой инструмент был использован в партитурах увертюры Гектора Берлиоза «Уэверли» (1827) и оперы Россини «Вильгельм Телль» (1829).
В 1833—1869 гг. преподавал в Парижской консерватории, используя как натуральные, так и хроматические инструменты. В 1827—1857 гг. выпустил четыре учебника игры на трубе, дополнив последний из них (фр. Méthode pour la trompette) подробным очерком истории инструмента. Наиболее известен из его учеников Жан Батист Арбан.